# 池尻 (世田谷区)
池尻（いけじり）は、東京都世田谷区の町名。現行行政地名は池尻一丁目から池尻四丁目。住居表示実施済区域。
池尻一丁目〜三丁目は世田谷総合支所管内、池尻四丁目は北沢総合支所管内。

## 地理
東京都世田谷区の東部に位置し、世田谷地域と北沢地域にまたがる、主に住宅地となっている。北に代沢、目黒区の駒場、西に三宿、太子堂、南に下馬、東に目黒区の大橋、東山、上目黒に接する。
1945年までは、国道246号の南側（池尻1丁目と2丁目）のほとんどの区域を陸軍の練兵場が占めていた。これは広い駒場原が訓練所に適していたことと、一橋邸の兵営が古くなっていたことが理由とされている。そのため、この地域には陸上自衛隊の三宿駐屯地（自衛隊中央病院・陸上自衛隊衛生学校・防衛装備庁電子装備研究所および先進技術推進センター）や、軍施設の跡地を活用し池尻小学校・（旧）中学校、世田谷公園そして国家公務員官舎や都営アパートなど、国や東京都の建物が集中して建築されている。

### 地価
住宅地の地価は、2025年（令和7年）1月1日の公示地価によれば、池尻2-24-2の地点で94万2000円/m2となっている。

## 歴史
- 1615年（元和2年）、吉良氏の部将である橋本天王丸の子、兵庫重寿が開発し開村。荏原郡池尻村となる。
- 1867年（慶長3年）、江戸幕府がフランス式の「撒兵伝習場」を駒場原につくることにしたため、反対運動が起こる[4]。
- 1879年（明治12年）、池沢村を合併[6]
- 1889年（明治22年）、世田ヶ谷村成立に伴い、同村の大字「池尻」となる。[6]
- 1932年（昭和7年）、世田谷区成立に伴い、池尻町となる。
- 1965年（昭和40年）、住居表示実施により池尻一丁目から池尻三丁目が新設。現在の四丁目に相当する領域は池尻町のまま。[6]
- 1971年（昭和46年）、住居表示実施により池尻四丁目が新設され池尻町消滅。

### 地名の由来
北沢川と烏山川が合流し目黒川となる付近の沼沢地帯に「蛇池」とも「龍池」とも呼ばれていた池があり、その畔であったことからついた。池尻の「尻」とは「出口」という意味で池や沼や湖が川に落ちる部分のことを示している。「いけしり」や「いけのしり」という呼称もある。
実際に集中豪雨時には内水氾濫を起こし、住宅などが浸水する被害も発生する。

### 町名の変遷
| 実施後     | 実施年月日    | 実施前（各町名ともその一部） |
| ---------- | ------------- | ---------------------------- |
| 池尻一丁目 | 1965年9月15日 | 池尻町、下馬町1の各一部      |
| 池尻二丁目 | 1965年9月15日 | 池尻町の一部                 |
| 池尻三丁目 | 1965年9月15日 | 池尻町の一部                 |
| 池尻四丁目 | 1971年9月1日  | 池尻町、下代田町の各全部     |

## 世帯数と人口
2025年（令和5年）1月1日現在の世帯数と人口は以下の通りである。
| 丁目                   | 世帯数    | 人口     |
| ---------------------- | --------- | -------- |
| 池尻一丁目             | 761世帯   | 1,460人  |
| 池尻二丁目             | 2,967世帯 | 4,572人  |
| 池尻三丁目             | 3,227世帯 | 4,780人  |
| 池尻四丁目             | 2,422世帯 | 4,817人  |
| 池尻四丁目（33～39番） | 502世帯   | 855人    |
| 計                     | 9,879世帯 | 16,484人 |

### 人口の変遷
国勢調査による人口の推移。
| 年                 | 人口   |
| ------------------ | ------ |
| 1995年（平成7年）  | 14,638 |
| 2000年（平成12年） | 15,192 |
| 2005年（平成17年） | 14,510 |
| 2010年（平成22年） | 15,988 |
| 2015年（平成27年） | 16,629 |
| 2020年（令和2年）  | 17,021 |

### 世帯数の変遷
国勢調査による世帯数の推移。
| 年                 | 世帯数 |
| ------------------ | ------ |
| 1995年（平成7年）  | 7,183  |
| 2000年（平成12年） | 8,034  |
| 2005年（平成17年） | 8,158  |
| 2010年（平成22年） | 8,825  |
| 2015年（平成27年） | 9,489  |
| 2020年（令和2年）  | 9,740  |

## 学区
区立小・中学校に通う場合、学区は以下の通りとなる（2019年9月時点）。
| 丁目       | 番地 | 小学校               | 中学校               |
| ---------- | ---- | -------------------- | -------------------- |
| 池尻一丁目 | 全域 | 世田谷区立池尻小学校 | 世田谷区立三宿中学校 |
| 池尻二丁目 | 全域 | 世田谷区立池尻小学校 | 世田谷区立三宿中学校 |
| 池尻三丁目 | 全域 | 世田谷区立三宿小学校 | 世田谷区立三宿中学校 |
| 池尻四丁目 | 全域 | 世田谷区立多聞小学校 | 世田谷区立富士中学校 |

## 交通

### 鉄道
東急田園都市線池尻大橋駅が池尻と大橋との間を跨ぐ形で設置されている。

### 道路
国道246号（玉川通り）、東京都道420号鮫洲大山線（三宿通り）、首都高速3号渋谷線（池尻出入口）が通り、東京都道423号渋谷経堂線（淡島通り）に接する。

### 路線バス
玉川通り・三宿通り経由
東急バス
- 渋05　渋谷駅 - 池尻大橋駅（上りのみ） - 池尻 - 三宿 - 三軒茶屋 - 弦巻営業所
- 渋11　渋谷駅 - 池尻大橋駅（上りのみ） - 池尻 - 三宿 - 三軒茶屋 - 田園調布駅
- 渋12（土曜1往復のみ）　渋谷駅 - 池尻大橋駅（上りのみ） - 池尻 - 三宿 - 三軒茶屋 - 二子玉川駅・高津営業所
- 渋21　渋谷駅 - 池尻大橋駅（上りのみ） - 池尻 - 三宿 - 三軒茶屋 - 上町駅
- 渋22　渋谷駅 - 池尻大橋駅（上りのみ） - 池尻 - 三宿 - 三軒茶屋 - （世田谷通り経由）用賀駅
- 渋23　渋谷駅 - 池尻大橋駅（上りのみ） - 池尻 - 三宿 - 三軒茶屋 - 祖師ヶ谷大蔵駅
- 渋24　渋谷駅 - 池尻大橋駅（上りのみ） - 池尻 - 三宿 - 三軒茶屋 - 成城学園前駅西口
- 渋31　渋谷駅 → 池尻 → 三宿 → 自衛隊中央病院入口 → 下馬一丁目 → 大橋 → 渋谷駅
- 渋32　渋谷駅 - 池尻大橋駅（上りのみ） - 池尻 - 三宿 - 自衛隊中央病院入口 - 野沢龍雲寺
- 渋82　渋谷駅 - 池尻大橋駅（上りのみ） - 池尻 - 三宿 - 三軒茶屋 - 等々力
- 都立35（出入庫）三宿 - 自衛隊中央病院前 - 都立大学駅北口 - 東京医療センター

小田急バス
- 渋24　渋谷駅 - 池尻大橋駅（上りのみ） - 池尻 - 三宿 - 三軒茶屋 - 成城学園前駅西口
- 渋26　渋谷駅 - 池尻大橋駅（上りのみ） - 池尻 - 三宿 - 三軒茶屋 - 調布駅南口

淡島通り経由
東急バス
- 渋51　渋谷駅 - 池尻住宅 - 代沢一丁目 - 淡島 - 代沢十字路 - 若林折返所
- 渋52　渋谷駅 - 池尻住宅 - 代沢一丁目 - 淡島 - 代沢十字路 - 世田谷区民会館

小田急バス
- 渋54　渋谷駅 - 池尻住宅 - 代沢一丁目 - 淡島 - 代沢小学校 - 梅ヶ丘駅・経堂駅

## 事業所
2021年（令和3年）現在の経済センサス調査による事業所数と従業員数は以下の通りである。
| 丁目       | 事業所数  | 従業員数 |
| ---------- | --------- | -------- |
| 池尻一丁目 | 56事業所  | 2,257人  |
| 池尻二丁目 | 246事業所 | 1,884人  |
| 池尻三丁目 | 300事業所 | 5,094人  |
| 池尻四丁目 | 73事業所  | 480人    |
| 計         | 675事業所 | 9,715人  |

### 事業者数の変遷
経済センサスによる事業所数の推移。
| 年                 | 事業者数 |
| ------------------ | -------- |
| 2016年（平成28年） | 618      |
| 2021年（令和3年）  | 675      |

### 従業員数の変遷
経済センサスによる従業員数の推移。
| 年                 | 従業員数 |
| ------------------ | -------- |
| 2016年（平成28年） | 6,694    |
| 2021年（令和3年）  | 9,715    |

### 主な企業
- 太陽工業（東京本社）

## 施設
- 陸上自衛隊三宿駐屯地
  - 自衛隊中央病院
  - 陸上自衛隊衛生学校
- 世田谷警察署三宿交番
- 世田谷淡島郵便局
- 池尻地区会館
- 世田谷区池尻まちづくりセンター
- 筑波大学附属駒場中学校・高等学校
- 駒場東邦中学校・高等学校
- 世田谷区立池尻小学校
- 区立世田谷公園
  - 区立平和資料館（せたがや未来の平和館）
- 区立池尻三丁目公園
- 池尻稲荷神社
- 産業活性化拠点「HOME/WORK VILLAGE（ホームワークヴィレッジ）」[17][18]

### かつて存在した施設
- 世田谷区立池尻中学校
- IID世田谷ものづくり学校

## その他

### 日本郵便
- 郵便番号 : 154-0001[2]（集配局 : 世田谷郵便局[19]）。